# Курорт Баунт
Курорт Баунт (рос. Курорт Баунт) — селище Баунтовського евенкійського району, Бурятії Росії. Входить до складу Сільського поселення Ципіканське.
Населення — 39 осіб (2015 рік).